# حصن الأخيضر
قلعة الأخيضر هي قلعة أثرية تقع في بادية كربلاء وسط العراق ولا تزال أطلال القلعة قائمة إلى يومنا هذا.

## الموقع
يقع قصر الأخيضر في جنوب غرب كربلاء على بعد خمسين كيلو متراً منها، وبنحو 192 كيلو متراً جنوب غربي بغداد، وهو يعد من أعظم وأروع الآثار الإسلامية القائمة في العراق، ومن مراكز السياحة الجذابة في الشرق الأوسط، حيث ينفرد بفخامته وهندسته العجيبة. وتعلل تسميته بهذا الأسم لإخضرار الأرض القائم فوقها، ودعى العقيق المجاور له بالأبيض لبياض حصده ورماله.

## الشكل
قصر الأخيضر هو قصر مستطيل الشكل ويتمثل ثلث أرضه حصن مساحته 160× 160 متراً، وكان يحوي مسجدا به محراب صغير في كل من جانبيه وحرمه بلاطة، ومبنى هذا المسجد جزء أصيل من بناء القصر، ووجوده ينفي ما يقال من إن تاريخ تشييد القصر يعود إلى أزمنة تسبق الفتح الإسلامي للعراق، ولقد جمع مبنى الأخيضر في عمارته بين الأساليب الريازة الساسانية والبيزنطية ومن أشياء لم تكن معهودة قبل الإسلام، فمشكياته ونوافذه وزخرفته قريبة الشبه بما في مبنى طاق كسرى، وتيجان أساطينه المنحوتة من المرمر منقوشة بزخرفة بيزنطية الأسلوب قوامها ورق شجر، ويعد القصر أحسن بناء عربي قائم تتجلى فيه عظمة العمارة الإسلامية الأولى. وهو قصر واسع منيف متعدد الأجزاء والمرافق في داخل حصن منيع أبعاده 175×169 متر وتبلغ مساحته 112×83 متراً وبقيت معالم القسم الأكبر من أجزائه قائمة، مما سهل أمر صيانته وترميمه، وجعله من الأماكن السياحية الأثرية الشهيرة في العالم.

## التحريات والصيانة ورفع الأنقاض

### رفع الأنقاض
من الطابق الأول في القصر

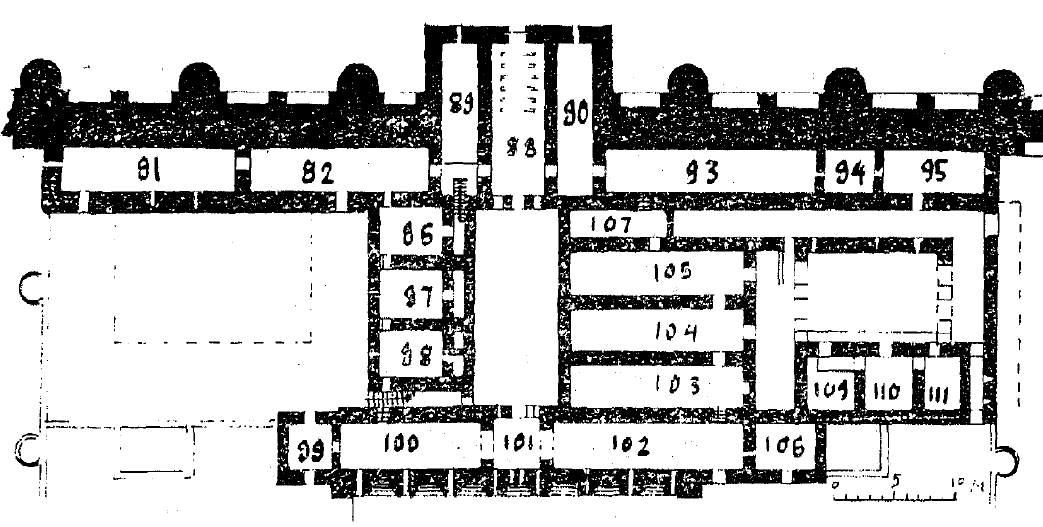
مخطط الطابق الأول

رِفعت جميع الأنقاض من هذه الطابق بمعدل ارتفاع 25 إلى 45 سم والذي يحتوي على 23 غرفة ومخزن ومرافق، ونقلت الأتربة بواسطة أكياس إلى الطابق الأرضي ثم إلى خارج القصر من الباب الشمالية بواسطة العربات على سكة الحديد، وأحجار البناء فقد جمعت في نفس الطابق الأول للاستفادة منها في إعادة صيانة القصر، ولوحظ أثناء العمل أن هنالك بعض الغرف بها أكثر من باب واحدة وبنيت بمواد تختلف عن مواد البناء الأصلي وذلك يدل على أنها حديثة البناء بالنسبة لعمر القصر، ويعود ذلك السبب إلى أن هذه الغرف قد سكنت من قبل أناس أرادوا استعمال باب واحدة بدلاً من ثلاثة منها لفصلها عن الغرف الأخرى التي استغنوا عنها ببناء أبوابها.
من الطابق الثاني في القصر

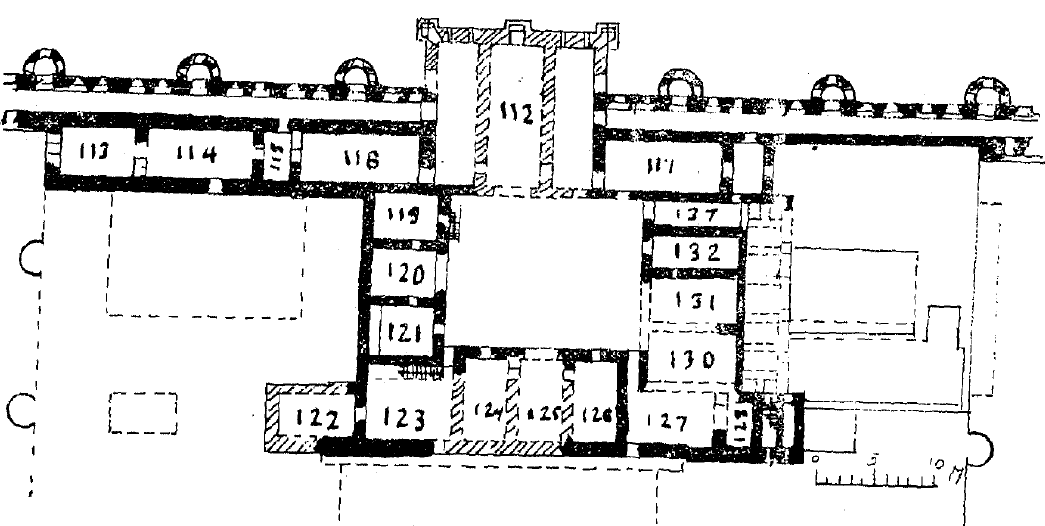
مخطط الطابق الثاني

أتبعت الطريقة نفسها في رفع أنقاض هذ الطابق الذي يحتوي على 25 غرفة وعُثر بعد التنظيف على مسجد في الحارة المكشوفة وهي مستطيلة الشكل مساحتها 17× 13 م، ويؤكد ذلك وجود محراب في الضلع الجنوبية الغربية منه، وآخر مماثل له في نفس الضلع في الجنب الشرقي إلا أن قسمه الأعلى مهدم، ويبلغ عرض كل من هذه المحرابين 1،30م وعمقه 50 سم، وظهرت بعد التنظيف كذلك في نفس الساحة ثماني قواعد مربعة (أسس) لأعمدة، أربعة منها في الجانب الشرقي وأربعة في الجانب الغربي طول ضلع كل واحدة منها 70 سم، والمسافة بين كل قاعدة وأخرى في كل جهة 1،80م، ومن المحتمل أن هذه الأسس هي قواعد لأعمدة تحمل المجنبتين الشرقية والغربية، ولم يشر المستشرقون الذين درسوا وخططوا الأخيضر إلى هذه القواعد نظراً لأنها كانت مطمورة تحت الأنقاض الكثيرة التي كانت تغطي هذه الحارة، ورفعت الأنقاض في المجاز الشمالي الشرقي والغربي والذي يبلغ طوله 150م علاوة على المجاز في السور الشرقي والذي يبلغ طوله 175م، ولهذه الحارة خمسة مداخيل الأولى في وسط الضلع الجنوبي بغرض 1،5م واثنين في الجهة الغربية كل واحدة بعرض 1،30م واثنين في الجهة الشرقية كل واحدة بعرض 1،25م.
من الطابق الأرضي في القصر
- رفعت الأنقاض الحارة المكشوفة الواقعة في الجهة الشرقية من الضلع لشمالي للقصر والتي كان يغطيها إلى ارتفاع 7 متر تقريباً، وظهرت نتيجة رفع الأنقاض في هذه لقسم أبواب الغرف المغلقة بهذه الأنقاض، والطارمة المطلة على الساحة.
- رفعت أنقاض أحد بيوت الحرم الأربعة الذي يقع في الجهة الجنوبية الشرقية من القصر بكامل غرفه الثمانية علاوة على المساحة المكشوفة والمجازين الشمالي والجنوبي الذين يربطان الغرفتين بساحة البيت نفسه، أما معدل ارتفاع الأنقاض فهو بين 80 سم إلى 100 سم تقريباً، وظهر بعد تنظيف ساحة البيت أربعة أسس مربعة (قواعد) لأعمدة كانت أصلاً لطارمة مسقفة، طول ضلع هذا الأساس 1،11م، ومحيط العمود الدائري الظاهر 3،25م والمسافة بين كل أساس وآخر 1،96م.[3]
- رفعت أنقاض السرداب الواقع في الزاوية الجنوبية الشرقية من الرحبى الكبرى، والتي كانت تغطيه بمعدل 2,5 إلى 3 م، وقد ظهر بعد التنظيف رف صغير مقابل السلم عرضه 80 سم وعمقه 70 سم وارتفاعه مع القوس 95 سم، ورف آخر كبير داخل السرداب في منتصف الضلع الغربي، عرضه 1,24 وعمقه 80 سم وارتفاعه مع القوس 1,60، أما أرتفاع الرف عن أرضيه السرداب فهو 1,20، أما سقف السرداب فهو مقوس وأن ارتفاعه عن الأرض من أعلى نقطة هي 3،10م.
- رفعت أنقاض الرحبة الكبرى، والتي ظهرت فيها بعد النظيف بالوعتان الأولى في الجهة الجنوبية الغربية بقطر 20 سم ولثانية في الجهة الشمالية الشرقية من الرحبة أيضاً بقطر 25 سم.
- رفع أنقاض الباب الشرقي من السور الخارجي والتي تكدست فيها إلى ارتفاع 4م تقريباً بحيث يصعب على المرء المرور منها إلى داخل القصر، فقد فتحت ونظف الممر المتصل بها والذي يبلغ طوله 6،20م وعرضه 2،35م.
- رفعت الأنقاض المكدسة في الزاوية الجنوبية الشرقية من السور الخارجية والذي يبلغ ارتفاعه متران تقريباً وحيث ظهرت باب لغرفتين طول الأول 6,20 م وعرضها 1،15م وأما الثانية فطولها 3،70م وعرضها 1،20م.
- رفعت أنقاض المجاز الذي يحيط بالقسم المركزي الرحبة الكبرى والبابين حيث يبلغ طوله 70،85م وعرضه 48،25م.
- رفعت أنقاض القسم الجنوبي من القسم المركزي المكون من عدد من الغرف ولقاعات والمرافق وخاصة الغرفة الواقعة في الزاوية الجنوبية الشرقية من القسم نفسه حيث كانت مملوءة بالأنقاض وكذلك الساحة المكشوفة والتي ظهر في قسمها الشمالي أسس مربعة لعمودين دائري الشكل طول الضلع المربع 1،15م عدا اللطوش ومحيط العمود الدائري 3,40، ومما يظهر أن هذه الأسس والأعمدة كانت في الأصل لسقف يطل على الساحة المذكورة.
- رفعت أنقاض القسم الجنوبي من القصر والذي يسمى قصر لخدم والذي يضم الصحن المكشوف وتسعة من المرافق، وكان من نتائج تنظيف هذ القسم هو العثور على حمام في الزاوية الجنوبية الغربية من مقر الخدم، وأشار إليه العديد من المستشرقين ومن ضمنهم أوسكار رويتر ومس بل وكرزويل، وأيدهم من جاء من بعدهم وخصوصً زكي محمد حسن.[3]

### التحريات الأثرية
داخل الحصن

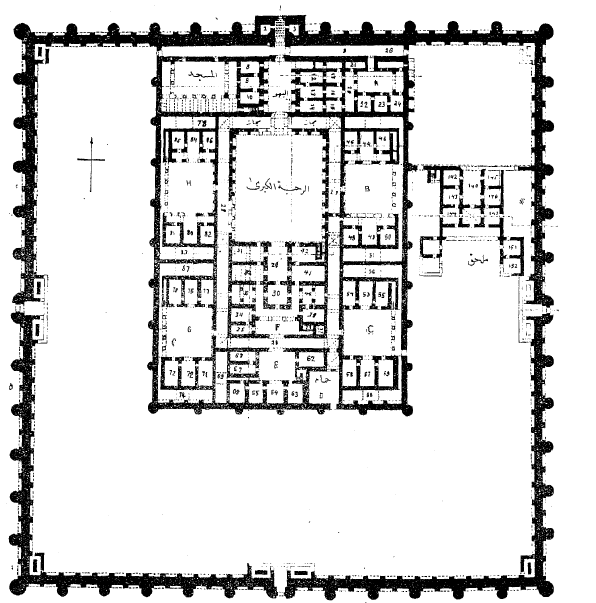
مخطط القصر بالكامل

أجريت عمليات جس داخل المسجد وخارجه الواقع في الجهة الشمالية الغربية من القصر للتأكد من كونه مسجداً في الأصل، أو أنه شيّد متأخراً عن القصر، وللتأكد أيضاً من احتمال وجود أدوار تعمير في هذه المسجد، وكان الحفر في النقاط الآتية:
أ- خندق بازاء الجدار الغربي طوله 7،50م وعرضه 3،9م وعمقه متراً واحداً.
ب- مجس عند الزاوية الجنوبية العربية طوله 3،30م وعرضه 1،90م.
ج- خندق أزاء الجدار الجنوبي مجاور للمحرب على شكل حرف T طول ضلعه العمودي 12،30م وعرضه 1،10م وعمقه 80 سم، وطول ضلعه الأفقي 5،10م وعرضه 1م وعمقه 80 سم.
د-خندق في رواق الجدار الشرقي طوله 1،80م وعرضه 1،40م وعمقه 1،05م.
ه- خندق في صحن المسجد على شكل حرف T، طول ضلعه العمودي 12،30م وعرضه 1،10م وعمقه 80 سم، وطول ضلعه الأفقي 5،10م وعرضه 1م وعمقه 80 سم.
و- خندق خارج المسجد ظاهر الجدار الغربي طوله 11،80م وعرضه 3،5م وعمقه 1،20م.
ولم يجد المنقبون في هذه المجسات الكثيرة نسبياً ما يدل على وجود بناء أقدم من المسجد أو أحدث منه، ولكنهم عثروا على الجدار الغربي داخل المسجد وتحت أرضيته ثلاث دكات بحجم واحد من الحجر والجص مفرغة وليس لها اتصال بالجدار المذكور وإن كانت ملاصقة له، طول كل منها 1،46م وعرضه 1،18م، ويبدو أن هذه الدكاك شيّدت في المرحلة الأولى من بناء القصرة أريد بها أن تكون أسساً لأعمدة من ضمن المسجد ولكنه بسبب ما طرأ تغيير بالتصميم، فتركت تلك الدكاك مطمورة على حالها واستمرت عملية بناء المسجد، وكذلك ليس لهذه الدكاك مدلول ذو قيمة تاريخية. وقد وجدت مجموعة كبيرة من الفخار والخزف والزجاج في الحنية الملاصقة للجدار الغربي من الخارج، ظهرت بعد الدراسة أنها تعود إلى القرن الثاني والثالث الهجريين ويقابلهما الثامن والتاسع الميلاديين.
خارج الحصن
أ- حفر خندق خارج الحصن في الجهة الشمالية الشرقية داخل السور الخارجي المبنى باللبن طوله 16م وعرضه 15م والذي يبعد عن برج الزاوية الشمالية الشرقية ب27،50م وقد ظهر خلال العمل باب مبنية بالآجر عرضها 4م يتصل في كل جهة مها من ناحية القصر دعامة مدورة قطر كل منها 1،9م لتقوية بناء الباب، ويوجد بين الباب والدعامة صنارة من الحجر قطرها 40 سم. وعُثر كذلك في الجهة الشمالية الشرقية من الباب على جدران مبنية باللبن مفصولة عنها، مكونة من أنصاف غرف وعددها ثلاثة، عرض جدارهما 50 سم.
ب- حفر خندق آخر مقبل ومناظر للخندق أ تقريباً داخل السور الخارجي المبني باللبن، وعلى مسافة من برج الزاوية الشمالية الغربية للحصن، طوله 17،70م وعرضه 6م ظهرت فيه باب مبنية بالآجر أيضاً مع برجين في كل جهة منها بقطر 1،70م. أما عرض الباب فهو 4،55م.
ج- حفر خندق في أقصى الناحية الشمالية الشرقية من الحصن خارج السور المبني باللبن على مسافة 340م من برج الزاوية الشمالية الشرقية، طوله 23م وعرضه 15،5م. وخندق آخر شرقه طوله 15م وعرضه 6م، وقد ظهرت فيهما وحدات بنائية كاملة من الغرف والمرافق مبنية باللبن عددها سبع غرف مختلفة المسافة، وهي متصلة الواحدة بالأخرى بواسطة باب أو بابين، كما عثر على مجموعة مختلفة من الكسر الفخارية والزجاجية ظهرت بعد الدراسة أنها تعود غلى القرنين الثاني والثالث الهجريين والذي يقابلهما الثامن والتاسع الميلاديين.
د- حفر خندق جنوب الخندق ح وعلى مسافة 25،10م منه، ظهرت فيه باب مبنية بالحجر تخص السور الخارجي المبني باللبن والذي يحيط بالحصى من جهاته الأربع، عرض الباب في الدكة الأولى 3،73م وعرضها في الدكة الثانية 44،38م، أما ارتفاع الدكة الأولى فهو 33،5 سم، وارتفاع الباب حالياً 94 سم.
هـ- حفر خندق جنوب الخندق د وعلى مسافة 26م منه، ظهر فيه جزء من السور الخارجي المبني باللبن مع برجين بإتجاه الجهة الشرقية، قطر كل واحد منهما 1،60م والمسافة بينهما 14،90م، أما عرض السور فهو 88 سم وارتفاعه الحالي 75 سم، وأن قياس اللبن المبني به السور 23×23×8 سم و31×31×9،5 سم أما قياس اللطش فهو 12سم.
و- حفر خندق في القسم الشرقي من السور الخارجي المبني باللبن طوله 46،10 م وعرضه 2م ظهرت فيه أربعة أبراج مشابهة للبرجين في الخندق هـ قطر كل واحد منها 1،25م والمسافة بين كل واحد وآخر 13,90 أما عرض الصور فهو 70سم عدا اللطش.
ز- حفر خندق على مسافة 68م شمال الزاوية الشمالية الغربية للسور الخارجي المبني باللبن، طوله 12،45م وعرضه 4،40م، ظهرت فيه غرفتان يفصل بينهما جدار طوله 3م وعرضه 70سم وظهر في الغرفة الأولى جدار مائل نحو الداخل لم يكن الأصل فاصلاً بين غرفتين أو مقسماً لهما طوله 95سم وعرضه 90سم. وقد عثر في هذا الخندق على مجموعة من كسر الزجاج، قسم منه دقيق الصنع شفاف أزرق اللون، ظهرت بعد الدراسة أنها تعود إلى القرنين الثاني والثالث الهجري والذي يقابله الثامن والتاسع الميلادي، كما عثر على مسكوكة نحاسية فوق تبان الغرفة ظهرت أنها تعود للخليفة العباسي المستنصر بالله.
ح- حفر خندق شمال الخندق ز وعلى مسافة 14،25م طوله 9،60م وعرضه 5،80م، ظهرت فيه غرفتان، يفصل بينهما جدار مبني بالطابوق سمكه 50 سم، وطوله 5،80م، كما ظهر في الغرفة جدار صغير عمودياً على الضلع الجنوبية للغرفة طوله 1،80م وعرضه 80 سم، وبالوعة بجانب الدار الغربي قطرها 35 سم، أما الغرفة الثانية فقد وسع المنقبون العمل فيها بحفر خندق في الزاوية الجنوبية الغربية منها، لجس ودراسة الطبقات الأخرى أن وجدت، ولكن بعد الحفر العميق إلى عمق 1،20م ظهر أن لا معالم لطبقات أخرى بنائية.
ط- حفر خندق شمال غرب الخندق ح وعلى مسافة 5،30م منه، على شكل حرف L، طول ضلعه العمودي الممتد من الشرق إلى الغرب 10،5م وعرضه من الجهة الشرقية 1م، أما طول ضلعه الأفقي الممتد من الشمال إلى الجنوب فهو 3،70 م، وعرضه 5،20 م، وقد ظهر فيه برج مبني باللبن عند الزاوية القائمة الناتجة من تقابل الضلعين السالفين، قطر البرج يبلغ 1،40م، وكذلك وجدت بالوعة فوهتها دائرية الشكل في الجهة الغربية من الخندق قطرها 25 سم وعمقها 2،5 م، كما عثر على غرفة أخرى.
ك- حفر خندق جنوب الخندق ح طوله 4،5 م وعرضه 4،20 م وجدت فيه غرفة طولها وعرضها بقدر طول وعرض الخندق نفسه، أما سمك الجدار فهو 25 سم.

### الصيانة
دائرة الخدم
تم صيانة الواجهة الجنوبية المطلة على الصحن المكشوف من دائرة الخدم بإعادة بناء القسم العلوي من القوس الكبير الوسطي مع الأعمدة والجدار إلى عمق 40سم تقريباً بالحجارة والجص، وكذلك تم تقوية مدخل وقوس الغرفة رقم 63 والمدخل الموصل بين الغرفتين 63,64. والواجهة الشرقية من الحصن، فقد أعيد تقوية مدخل الغرفة وقوسها المرقم 62 بالحجارة والجص أيضاً مع الجدار المتصل بالضلع الشمالي، كما أعيد بناء الجدار الجنوبي للغرفة المشرفة على السلم من الخارج، وأعيد بناء القسم العلوي من الواجهة الغربية المطلة على الصحن ثم تقوية مدخل الغرفتين المرقمتين 67 و68. وأما الجدار الشمالي وفيه مدخل دائرة الخدم فهو يفصل بين الصحن المكشوف لمقر الخدم والمجاز الجنوبي الذي يحيط بالقسم المركزي من القصر، فقد أعيد بناؤه من الأسفل بعد أن كان قسمه العلوي مهدماً والأسفل مائل للانهدام، طول الجزء الغربي والذي يقع يسار المدخل 3،60م وعرضه 1،07م وارتفاعه الذي بني خلال هذين الموسمين 3،10م. أما طول الجزؤ الشرقي من الجدار والذي يقع يمين المدخل فهو 3،65م وعرضه 1،05م أما ارتفاعه فهو 3،10م، وعرض المدخل من ناحية المجاز 1،46م وفيه طلعة ودخلة طول الطلعة الأولى 52سم وعرضها 20سم، أما طول الدخلة فهي 54سم.
القسم المركزي
- صيانة الواجهة الجنوبية المطلة على الرحبة الكبرى إلى ارتفاع 3م تقريباً.
- بناء العمودين اللذين ظهرا في الجهة الجنوبية من البابين في الصحن المكشوف، وذلك أثناء رفع الانقاض، والمؤشر بحرف F إلى علو 2،5م.
- إعادة بناء وتقوية سلم السرداب الواقع في الزاوية الجنوبية الشرقية من الرحبة الكبرى، وعددهها 24 سلمة بعد رفع الانقاض مها.
- إعادة بناء الجدار الجنوبي للقسم المركزي، ومدخله الذي يفصل قسم البابين عن المجاز الجنوبي من الأسفل وطول جزئه الشرقي الذي يقع يمين المدخل 2،30م وعرضه 1،05م عدا اللطوش. أما ما بني خلال هذين الموسمين فهو 2،40م، وطول جزئه الغربي الذي هو يسار المدخل فهو 4،55م وعرضه 1،05م عدا اللطوش أما ارتفاعه فهو 2،40م.

إحدى بيوت الحرم
يقع هذا البيت في الجهة الجنوبية الشرقية من القصر ومؤشر بحرف Cوقد ركز العمل فيه بجميع جدرانه ومرافقه المتصلة به لتقويتها وإعادة بناء الهدم منها بعد التنظيف الواسع في النقاط التالية:
- صيانة الواجهة الشمالية المطلة على الصحن المكشوف، حيث أن قسمها العلوي كان مهدماً، والباقي كان مائلاً للانهدام، فأعيد بناء القسم المهدم منها وتقوية المائل للانهدام كما تم صيانة المداخل والأقواس في نفس الجهة، والتي تؤدي إلى الغرفة 53 و54 و55 وتم صيانة المدخل والمجاز الذي يؤدي إلى الغرفة أو المخزن رقم 56 علاوة على إعادة بناء السلم المهدمة، والتي تؤدي إلى السطح، أن معدل مساحة بناء هذه الواجهة 19,95 ×3,5 ×10سم.[3]
- صيانة الواجهة الجنوبية المطلة على الساحة نفسها، حيث كانت أكثر الواجهات تعرضاً للهدم إلى درجة أن قسمها العلوي مهدم لحد الأقواس، ولقد أعيد بناؤها مع تقوية الأقواس، ثم صيانة مداخل الغرف المرقمة 57 و58 و59 والمجاز المؤدي إلى الغرفة الجنوبية أو المخزن المرقمة 60 وأن معدل مساحة البناء في هذه الواجهة هو 14,35×2،20م×2سم.
- إعادة بناء الأعمدة الأربعة في الجهة الشرقية إلى ارتفاع 2،20م.
- صيانة القسم الأسفل للغرفتين المرقمة 56 و57 إلى ارتفاع 2م تقريباً.

المجاز المحيط بالقسم المركزي
- لقد نتج من جراء تهدم الجدار الشمالي في دائرة الخدم، والمطل على الساحة المكشوفة E حدوث شقين طوليين، الأول في الواجهة الجنوبية الغربية المطلة على المجاز الجنوبي، طوله 4م وعرضه 80سم وعمقه 30سم، والثاني في الواجهة الجنوبية الشرقية المطلة على المجاز الجنوبي طوله 5م، وعرضه 85سم وعمقه 35، وقد تم صيانة هذين الشقين وتقويتهما.
- صيانة وتقوية القسم الأسفل من الواجهة الشرقية للمجاز الغربي على ارتفاع 90سم، وسمك 10سم تقريباً.
- صيانة الباب المؤدية إلى أحد بيوت الحرم الواقع في الجهة الجنوبية الغربية، والمؤشرة بحرف G، وتقويتها.[3]

### نتائج التنقيبات والتنظيف والتحريات

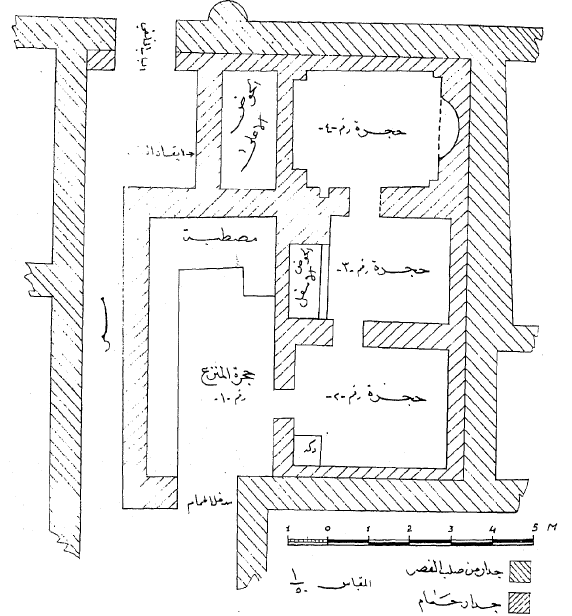
مخطط أرضي لحمام القصر

من نتائج العمل على اكتشاف المرافق والآثار خلال هذه العمليات، هو أبراج السور الخارجي، فلقد وجد المنقبون نقاطاً جديدة تخص السور الخارجي المبني باللبن، وأكتشاف بوابة تقع في الخندق د وبرجين في الخندق هـ، وأربعة أبراج في الخندق و. ومن الاكتشافات أيضاً هو اكتشاف حمام في القسم الجنوبي الشرقي من دائرة الخدم من ويعد من أهم المكتشفات، حيث لم يسبق لأحد من العلماء المستشرقين الذين درسوا الأخضر دراسة عليمة ورسموا مخططاته أن يذكروه، وذلك لأنه كان مطموراً تحت الأنقاش إلى علو 3 أو 4 أمتار تقريباً، وقد ذكروه بأنه ساحة مكشوفة تعود لدئرة الخدم. والحمام مبني بالطابوق والنورة، وهو مستطيل الشكل طوله من الشمال إلى الغرب 9،30م، يتكون من أربعة غرف، أعطيت الأرقام 1 إلى 4 على التوالي وحوضين أعطي لهما الرقمان 5 و6.
الغرفة رقم 1
تقع هذه الغرفة في الجهة الشرقية من الحمام، وهي مستطيلة الشكل طولها 6,20 وعرضها 3,20، فيها دكة على شكل حرف اللام العربي إلا أنها في وضع عكسي طول الضلع العمودي الممتد من الشمال إلى الجنوب بقدر طول الغرفة نفسها 6,20 أما عرضها فيبلغ 75سم، وطول الضلع المستوي الممتد من الشرق إلى الغرب بقدر عرض الغرفة أيضاً 1،25م. أما البروز الذي يخرج من القسم الجنوبي الغربي فهو 70سم وعرضه 80سم، أن ارتفاع الدكة 70سم تقريباً، وقد فرشت بالحجر الكبير بقيس 55×50×7 سم. أن جدار الغرفة هذه عليها ثلاث لطوش مختلفة القياس، الأول من الجص الخشن سمكه 4سم والثاني من الجص الناعم وسمكه 1 سم والثالث من الجص الناعم وسمكه ربع سم، كما ظهر أثناء رفع الأنقاض وتحت أرضية الغرفة ساقية استعملت لتصريف المياه الزائدة في الحمام تمتد عرض الغرفة ثم تخرج من تحت الجدار إلى خارج القعر عرضها 20سم ومن الواضح أن هذه الغرفة استعملت لخلع الملابس.
الغرفة رقم 2
وهي تتصل بالغرفة رقم 1 بمدخل عرضه 70سم، كما أنها تشبه الأولى في بناء لطوشها والغرفة مستطيلة الشكل طول ضلعها الممتد من الشرق إلى الغرب 3،75م، وعرضها الممتد من الشمال إلى الجنوب 2,75 ولها باب أخرى في الضلع الشمالي بعرض 75 سم، وقد ظهرت في الزاوية الشمالية الشرقية دكة مربعة الشكل طول ضلعها 70 سم وارتفاعها 30 سم.
الغرفة رقم 3
وهي مستطيلة الشكل مساحتها 3× 2،50م ولها باب أخرى في ضلعها الشمالي بعرض 75سم، تمتاز هذه الغرفة عن التي سبقتها بميزتين الأولى وجود حوض للماء مستطيل الشكل في الجهة الشرقية مساحته 1،75م ×75سم، وهو يستقبل الماء الحار من الحوض الذي يحوي على المياه الساخنة بواسطة مجرى يخترق الجدار ويصب فيه من ناحية الشمال، والميزة الثانية هي وجود قوس في الجدار الغربي من الغرفة وقد ظهر بوضوح وهذه الغرفة تشبه مثيلاتها من حيث اللطوش أيضاً.
 الغرفة رقم 4
تتصل هذه الغرفة من الجنوب بالغرفة رقم 3 بمدخل عرضه 75سم، وهس مستطيلة الشكل مساحتها 3,25×2،80م، لطوشها تشبه مثيلاتها السابقة، ولكن فيها ميزة واحدة هي أن جدارها الغربي مقعر نحو الداخل بعمق 25سم، ولم نجد مثل هذا في بقية الغرف، كما يقع على الجهة الشرقية منها حوض كبير مستطيل الشكل استعمل لتسخين المياه بواسطة موقد تحته، ومساحة الحوض 2,75× 1،35م أما ارتفاعه عن التبليط من الناحية الشرقية فهو 1م. وللحمام ثلاثة مداخل، الأول في الضلع الشمالي من الغرفة رقم 1 بعرض 1،05م والثاني مجاور للمدخل الأول عرضه 1م إلا أنه يؤدي إلى الموقد بواسطة مجاز طوله 6،20م. أما المدخل الثالث فيقع في الزاوية الجنوبية الشرقية للحمام يأتي إليها الأشخاص من الساحة الجنوبية التي تمتد بين السور والقصر.

## التسمية
أما عن أصل تسمية الاخيضر فهناك عدة آراء متضاربة اختلف فيها الكثير من الباحثين والمؤرخين منها رأي محمود شكري الآلوسي يقول بأن كلمة الأخيضر محرفة من الاسم (الأكيدر) وهو اسم أمير من أمراء كندة أسلم في صدر الإسلام.
أما الباحثة الإنكليزية غريترودبيل التي زارت الموقع سنة 1909 فتقول بأنه من الأبنية الإسلامية التي شيدت في عصر الدولة الأموية، وعرفته بموقع دومة الحيرة واتفق معها كل من أوسكار ورويتر وهرتسفليد وموزيل وكريسويل بأنه من الأبنية الإسلامية وخالفوها في نسبته إلى العصر الأموي. أما الرأي الأخير والأصوب هو الذي ذهب إليه كريسويل إلى احتمال أن الذي شيد هذا الحصن هو عيسى بن موسى عم الخليفة العباسي المنصور.

## استثمار الحصن
وقد أقامت أكاديمية الفنون الجميلة مهرجانا في عام 1972، ولاحقا أقامت الفرقة الشعبية ثم فرقة مسرح الشباب المعاصر نشاطات أخرى.

## معرض الصور

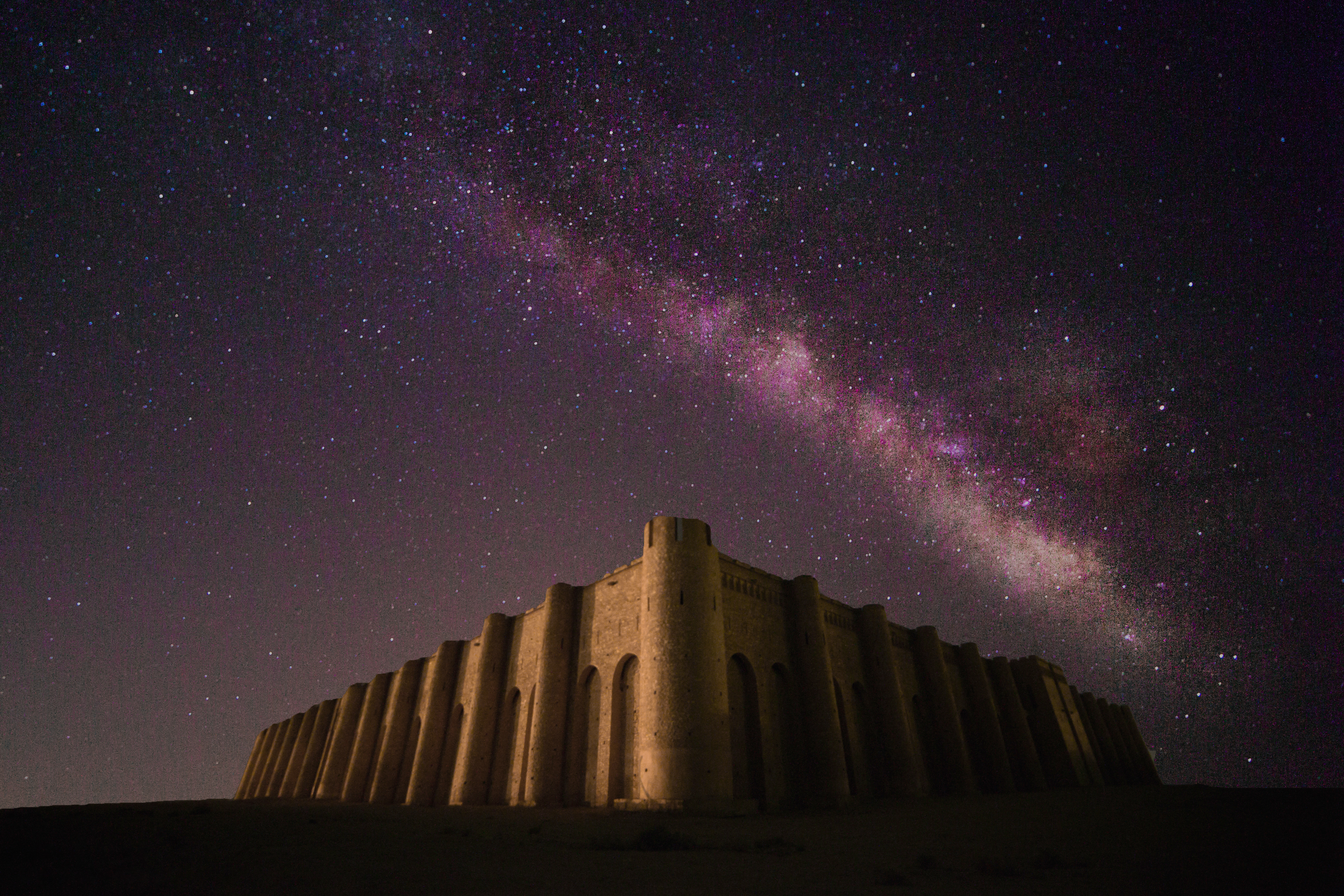
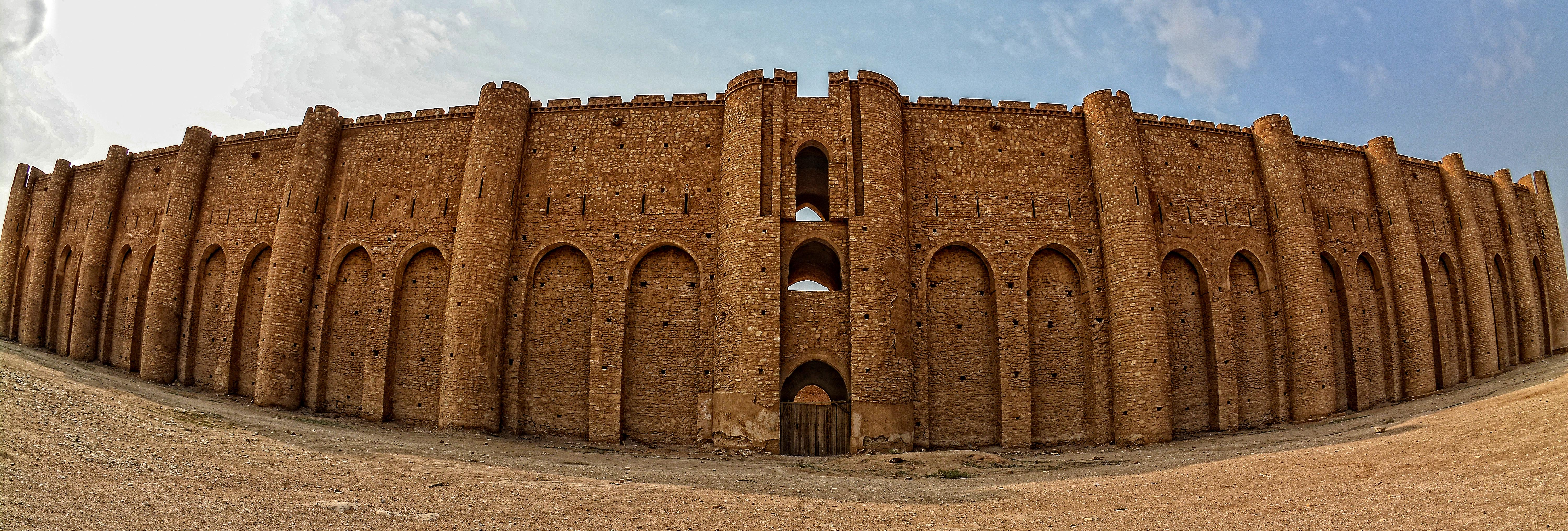
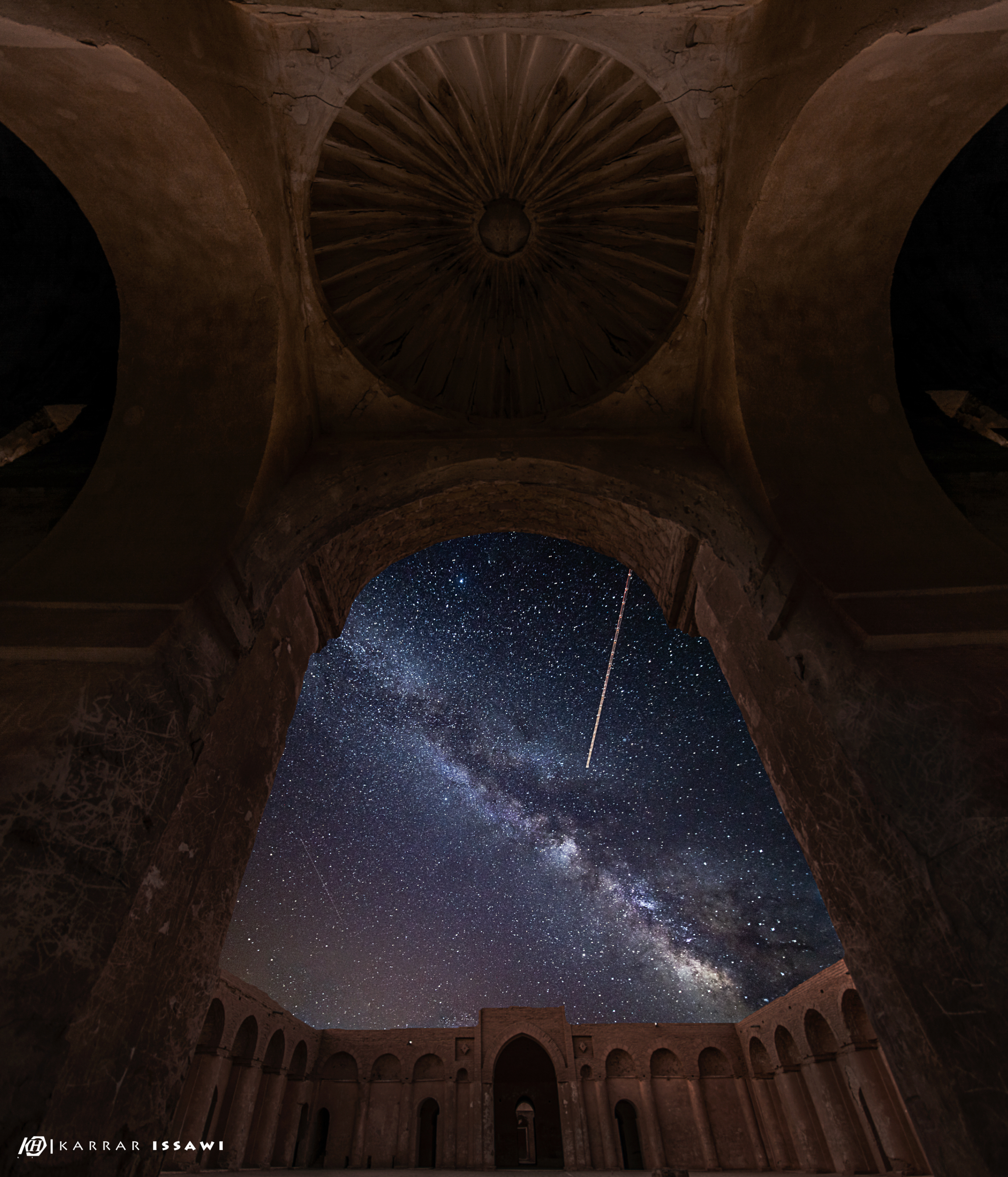
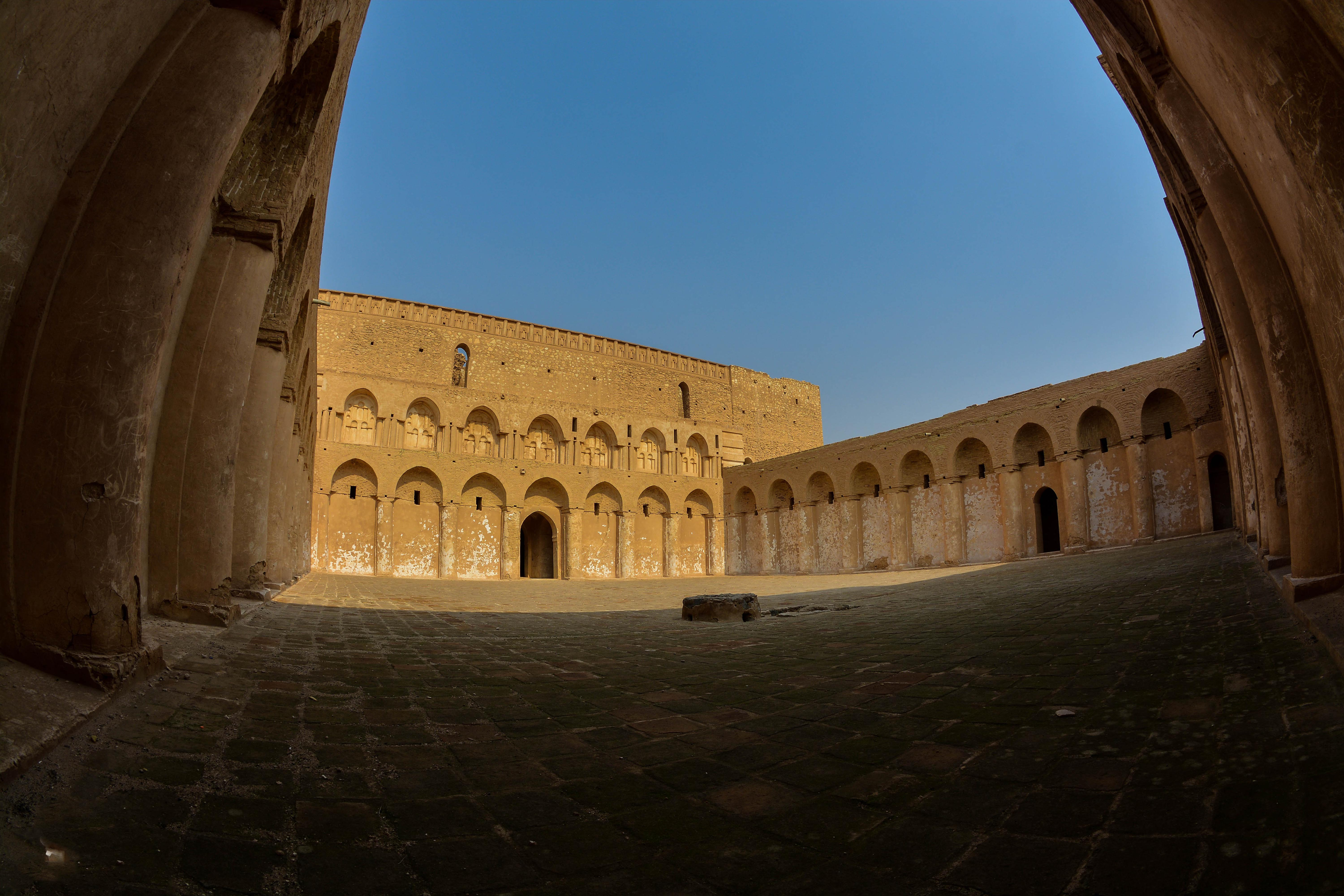
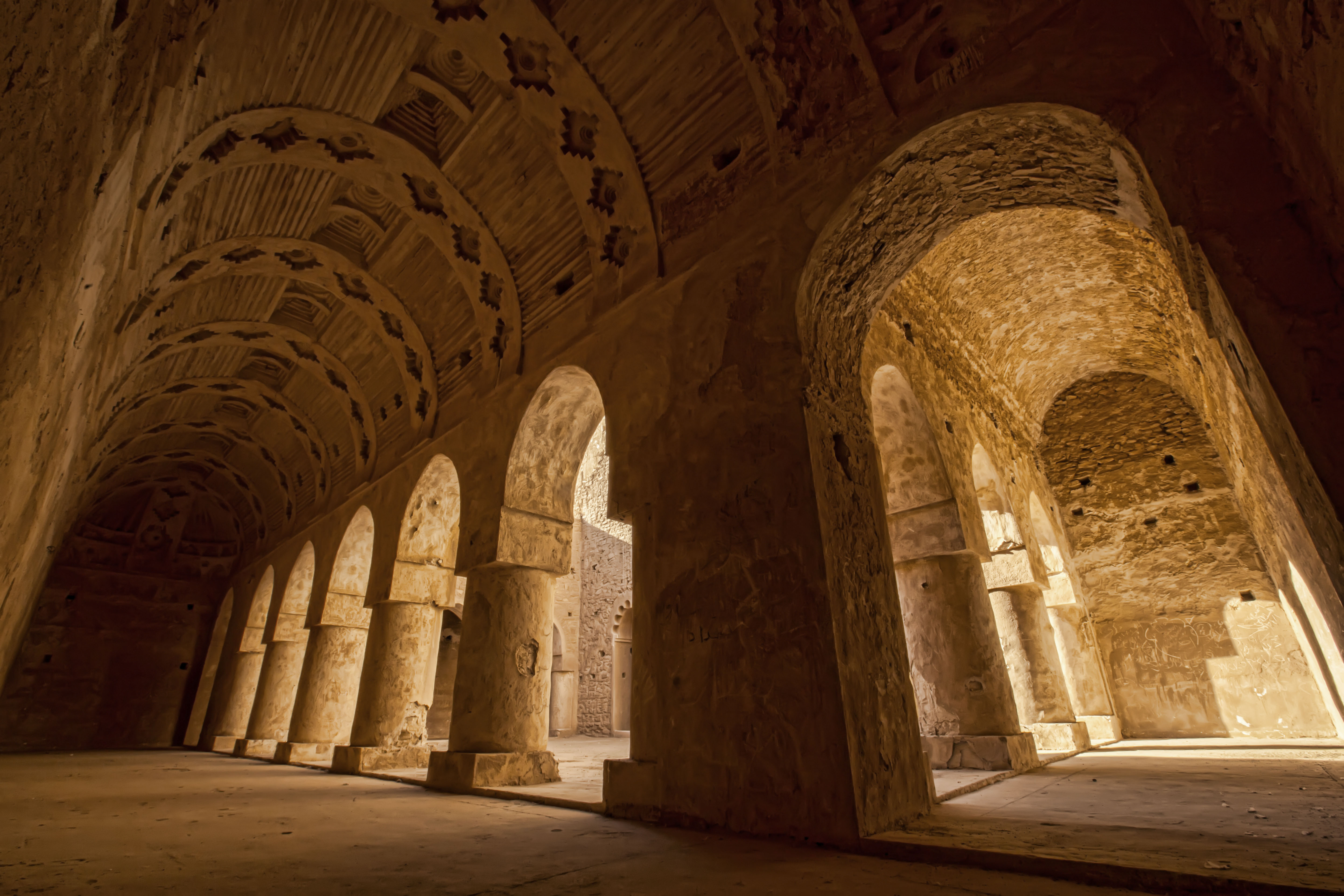
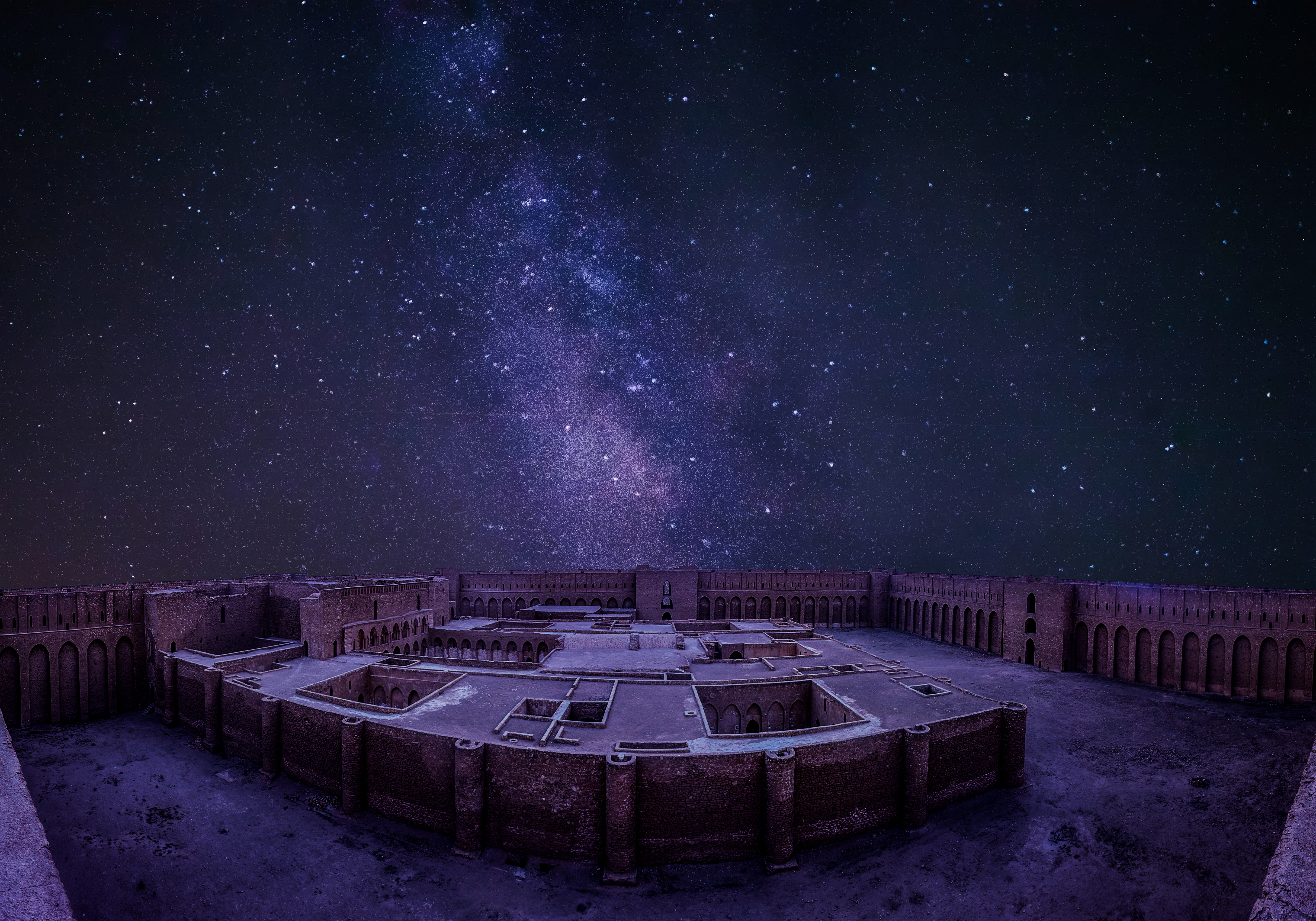
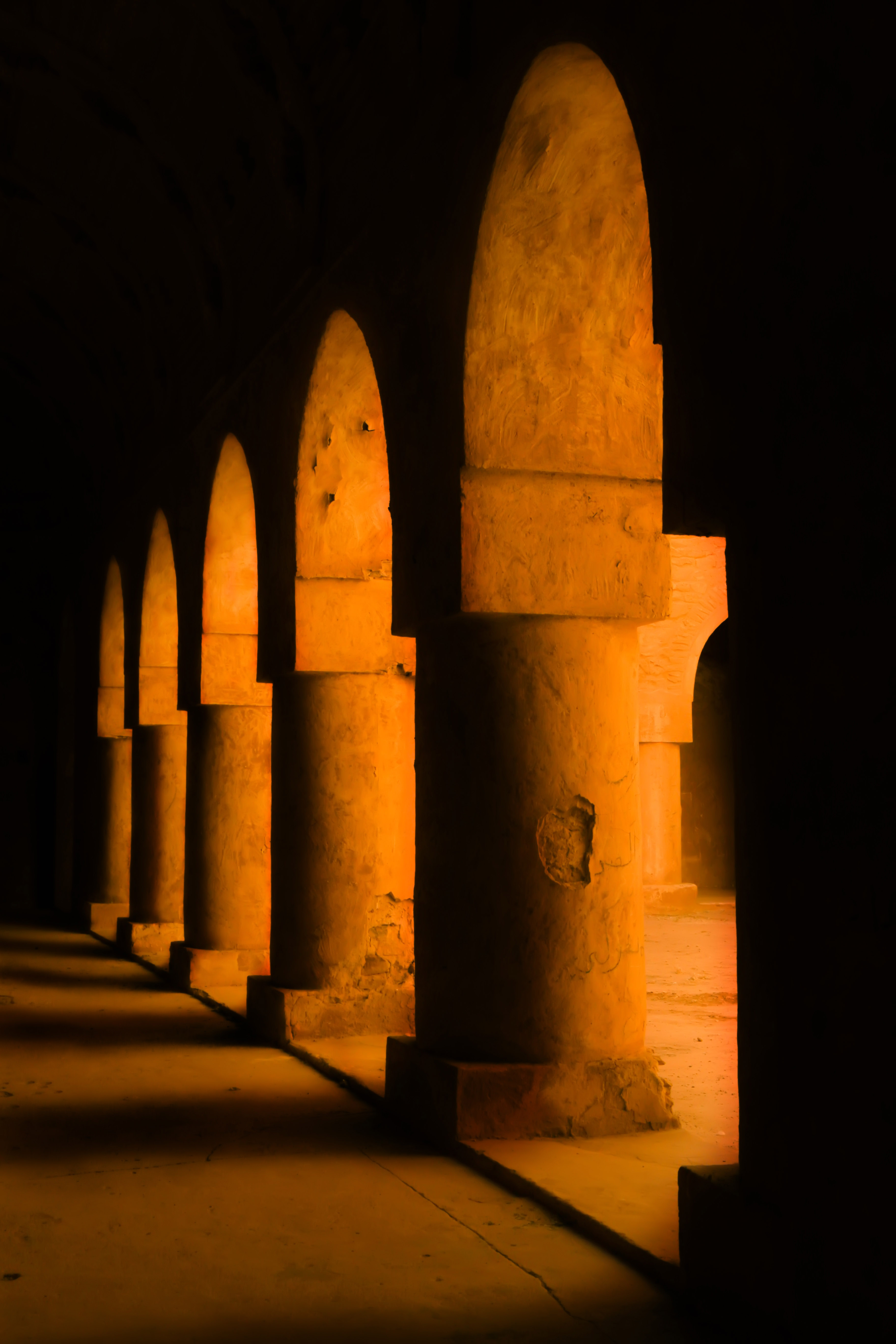
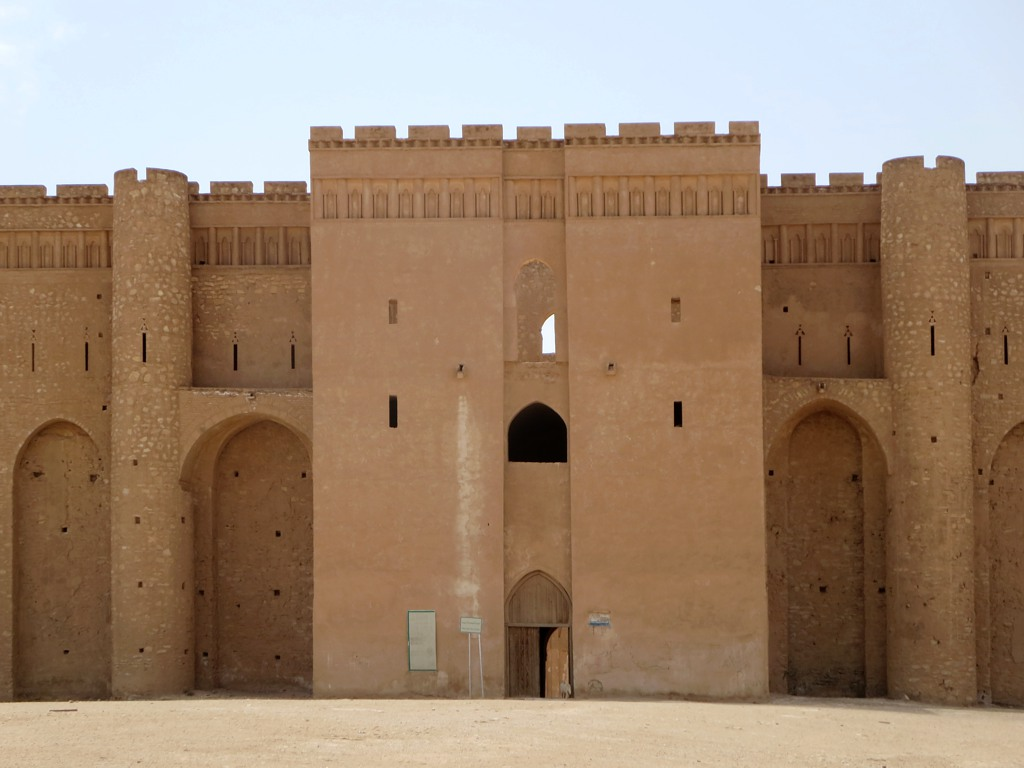
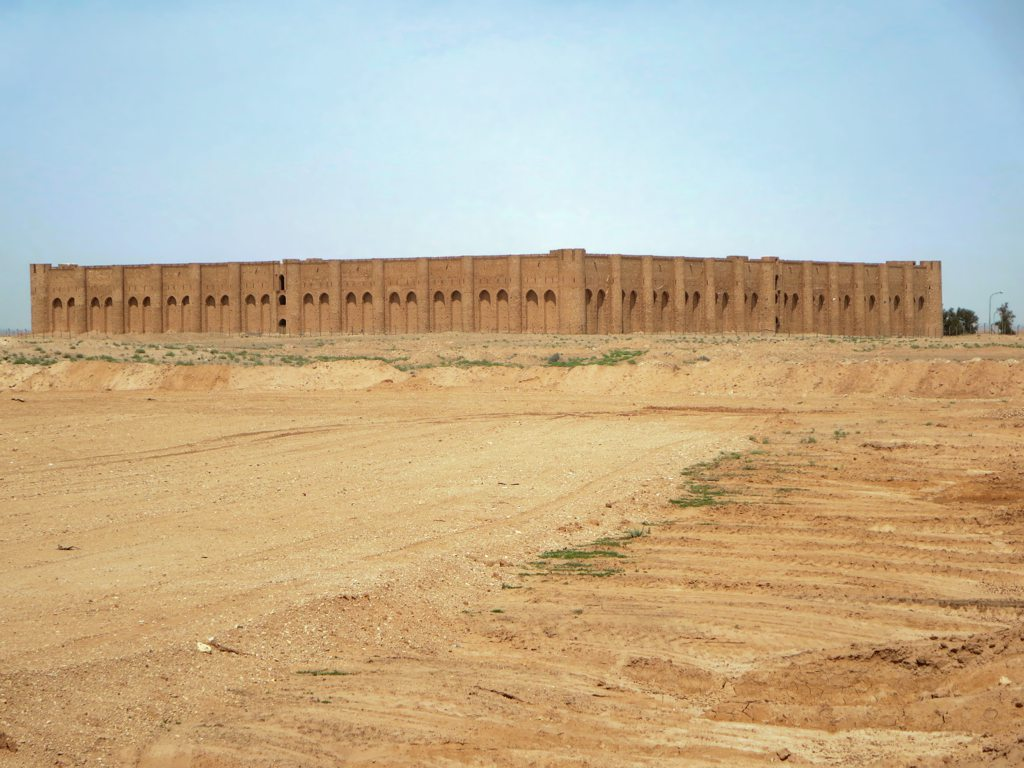
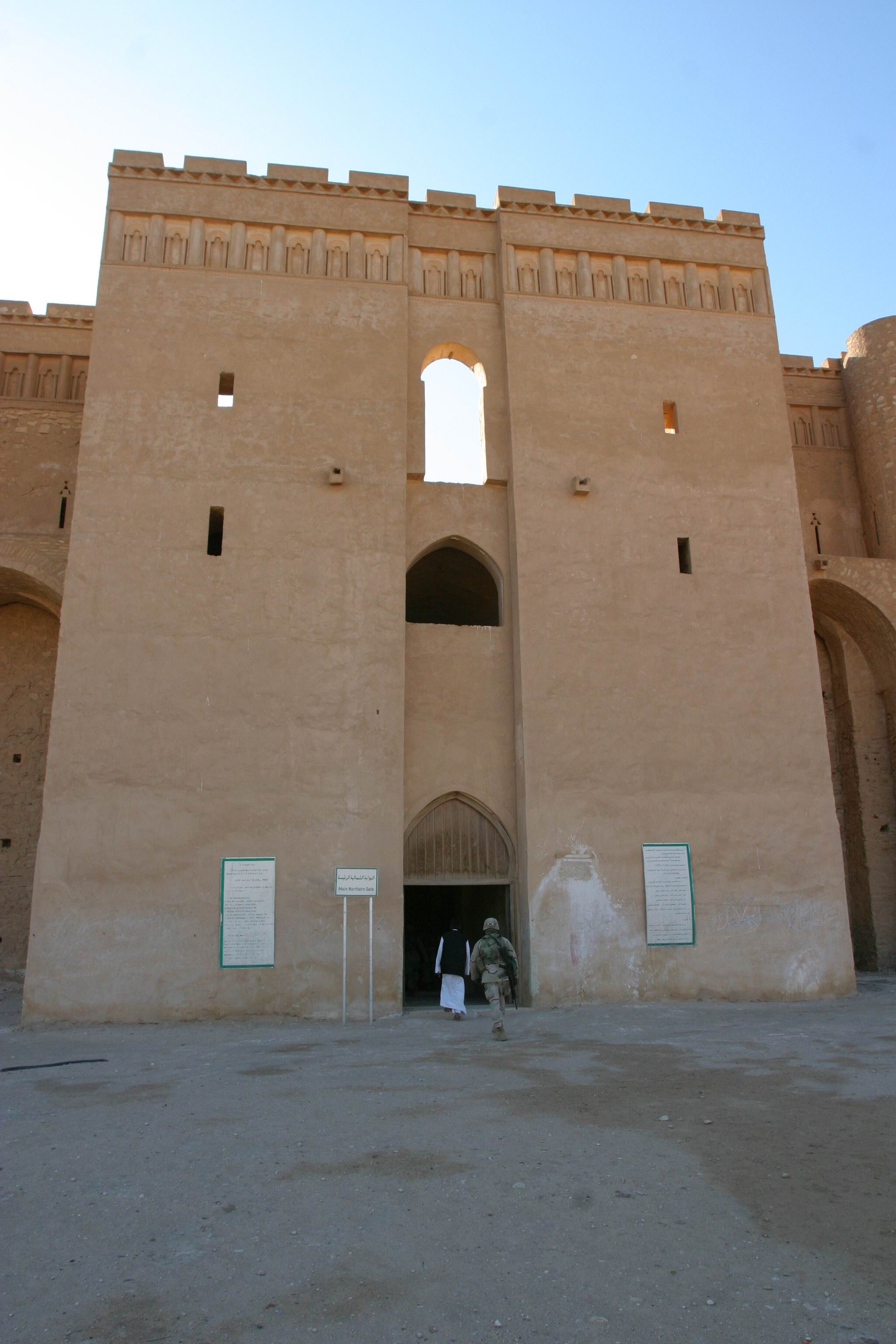
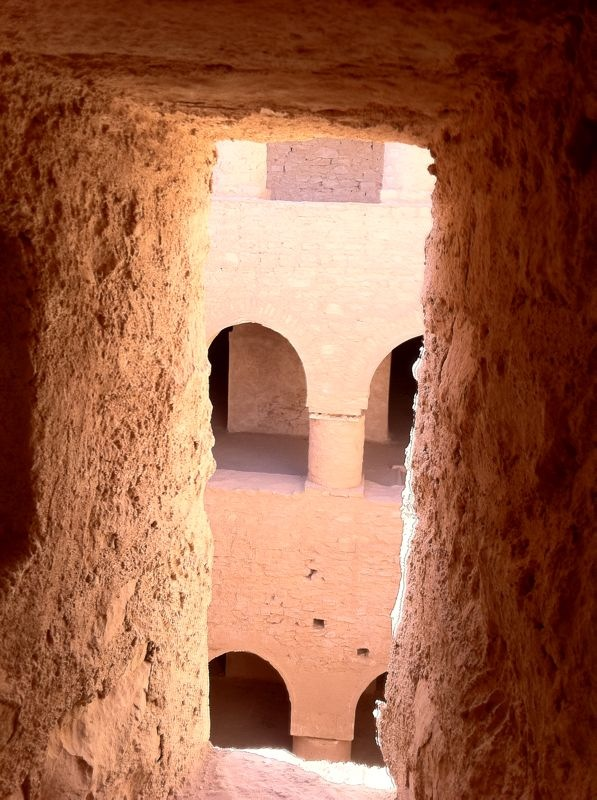
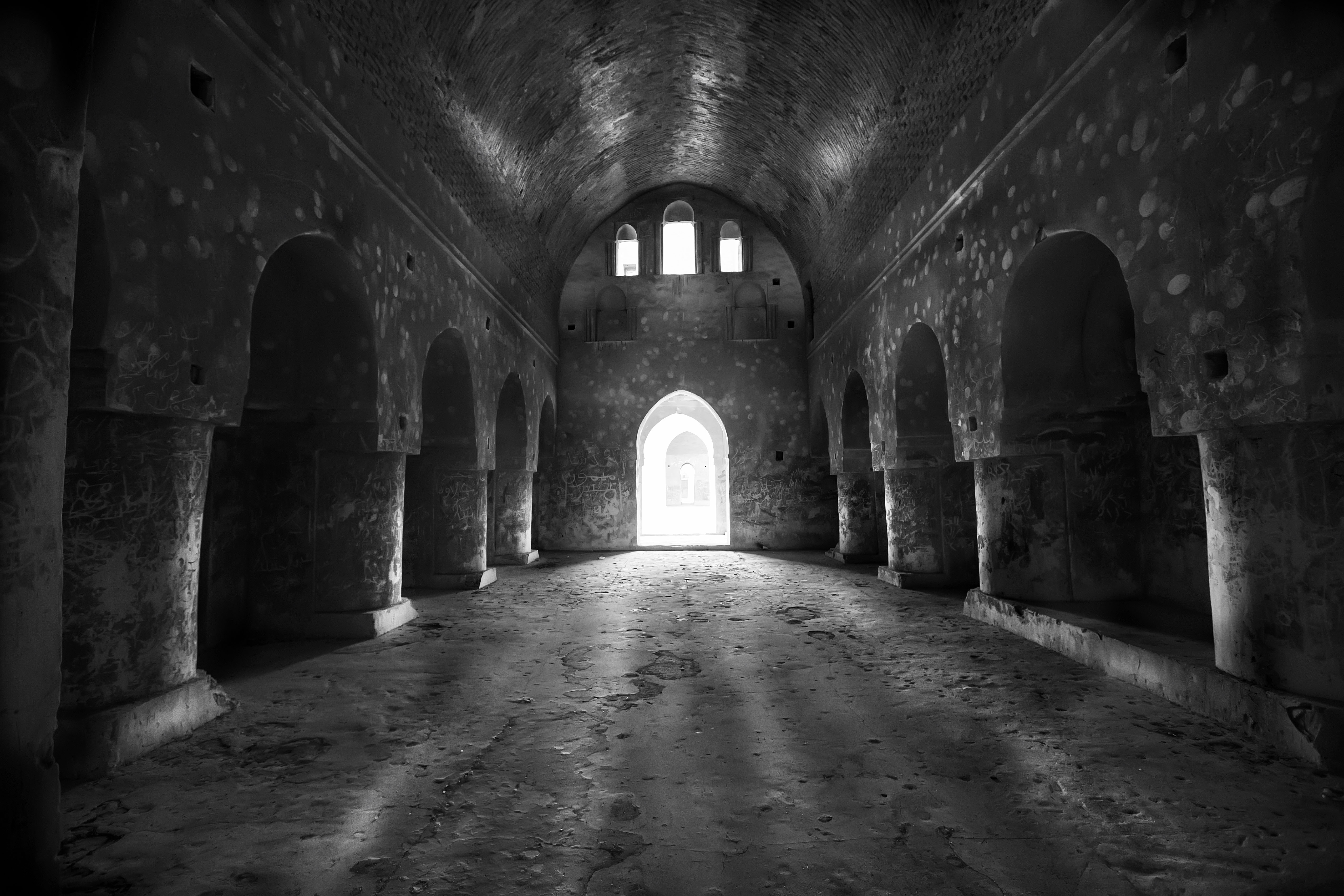